# Zgornja Kapla
Zgornja Kapla is een plaats in Slovenië en maakt deel uit van de gemeente Podvelka in de NUTS-3-regio Koroška. De plaats telde 171 inwoners op 1 januari 2020.

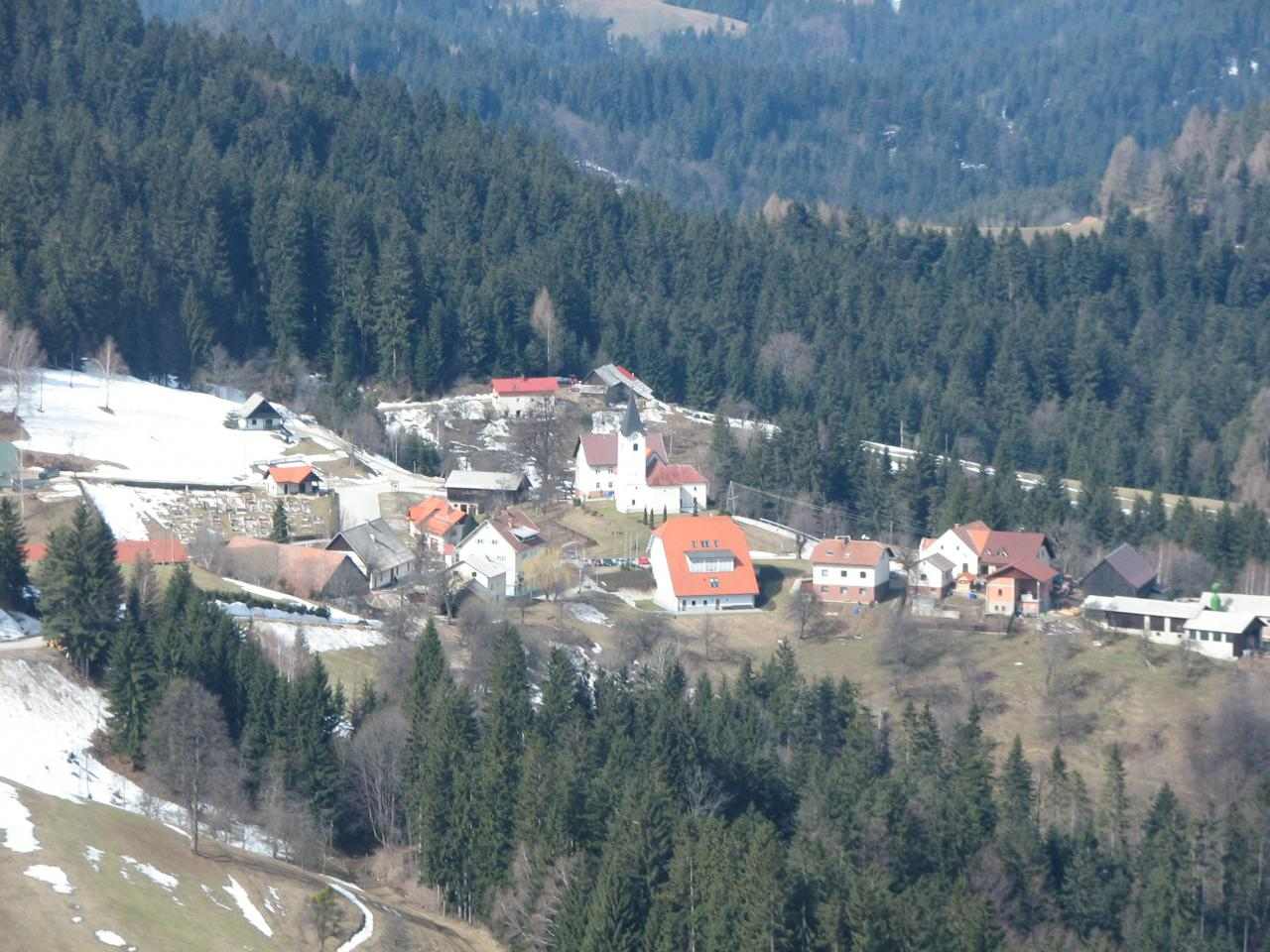
Uitzicht op Kapla